# إلياس برونخورست
إلياس برونخورست (بالهولندية: Ilias Bronkhorst) هو لاعب كرة قدم هولندي في مركز الدفاع، ولد في 10 مايو 1997 في هارلم في هولندا. لعب مع نادي تلستار ‏.

## وصلات خارجية
- إلياس برونخورست على موقع قاعدة بيانات كرة القدم.إي يو (الإنجليزية)
- إلياس برونخورست على موقع Soccerway.com (الإنجليزية)